# Devil’s Ground
Devil’s Ground – piąty album niemieckiej grupy heavymetalowej Primal Fear, wydany 23 lutego 2004 przez Nuclear Blast.

## Lista utworów[2]
1. „Metal Is Forever” – 4:46
2. „Suicide and Mania” – 4:03
3. „Visions of Fate” – 4:50
4. „Sea of Flames” – 4:01
5. „The Healer” – 6:40
6. „Sacred Illusion” – 4:03
7. „In Metal” – 5:15
8. „Soulchaser” – 4:52
9. „Colony 13” – 3:55
10. „Wings of Desire” – 6:46
11. „Heart of a Brave” – 4:55
12. „Devil’s Ground” – 2:09

## Skład zespołu
- Ralf Scheepers – wokal
- Stefan Leibing – gitara
- Tom Naumann – gitara
- Mat Sinner – gitara basowa
- Randy Black – perkusja